# Erik Hassle
Kaj Erik Persson Hassle, född den 26 augusti 1988 i Salem i Stockholms län, är en svensk sångare, sångtextförfattare och kompositör.

## Biografi
Hassle, som växte upp i Bie i Katrineholms kommun, gick på musikgymnasiet Rytmus i Stockholm där han senare blev upptäckt.  Han blev sedan signad till musikbolaget TEN Music Group. 2008 medverkade han i musiktävlingen Metro Music Challenge där han kom på en andraplats. Senare samma år fick han svenskt skivkontrakt med Roxy Recordings genom TEN.  2009 fick han internationellt skivkontrakt med Island Records i Europa och Universal Republic i Nordamerika. Island Records avtal med Erik ska vara ett av de största som har gjorts i Storbritannien de senaste åren. Hans första singel Hurtful har hittills haft en 11:e placering på den svenska singellistan som bäst.
Svensk media började uppmärksamma Erik Hassle stort efter att den engelska tidningen The Guardian skrev en hyllningsartikel om honom. Den 19 augusti 2009 släppte han sitt debutalbum Hassle i Sverige.
Hassle uppträdde i Nyhetsmorgon lördag på TV 4 den 12 mars 2011 och medverkade 16 oktober 2011 i underhållningsprogrammet Moraeus med mera med Kalle Moraeus på SVT. Han uppträdde också med singeln "Grace" i Bingolotto på nyårsafton 2012.

## Musik
Erik Hassle har skrivit sina låtar tillsammans med det svenska låtskrivarteamet Tysper (Tommy Tysper), Mack (Marcus Sepehrmanesh) och Grizzly (Gustav Jonsson). De är kärnan i produktionsbolaget TEN Production och har tidigare producerat flera populära poplåtar som bland annat framförts av A Teens, Amy Diamond och Helena Paparizou.
EP:n Mariefreds sessions (2011) skrev och spelades in med Joakim Berg och Martin Sköld från den svenska rock-gruppen Kent.
Erik Hassle är en av låtskrivarna bakom Shakiras och Rihannas duett ”Can't remember to forget you” (2014)

## Diskografi
Album
- 2009 - Hassle (släpptes 19 augusti 2009 i Sverige)
- 2010 - Pieces (släpptes 21 februari 2010 i Storbritannien)
- 2011 - Mariefred Sessions (släpptes 23 mars 2011 i Sverige)
- 2012 - We dance (släpptes 4 juli 2012 i Sverige)
- 2017 - Innocence Lost (släpptes 27 januari i Sverige)

EP
- 2010 - Taken EP (släpptes 6 oktober 2010 i Sverige)
- 2010 - The Hassle Sessions: Volume One (släpptes 12 augusti 2010 i Storbritannien)
- 2014 - Somebody's Party (släpptes 4 mars 2014 i Sverige)

Singlar
- 2010 -  Alors on danse (tillsammans med Stromae på en hans olika versioner av låten)
- 2010 - Standing Where You Left Me (Släpptes samtidigt i Sverige och Storbritannien 2010, exakt datum är okänt)
- 2009 - Don't Bring Flowers (släpptes 23 augusti 2009 i Storbritannien)
- 2008 - Hurtful (släpptes 6 maj 2008 i Sverige)
- 2011 - Are You Leaving (Släpptes 16 februari 2011 i Sverige)
- 2012 - Stay
- 2013 - Talk About It
- 2015 - No words
- 2015 - Natural Born Lovers

## Utmärkelser
- 2009 Grammis - Årets nykomling
- 2009 P3 Guld - Årets nykomling
- 2010 GAFFA-prisen - Den danska musiktidningen Gaffas pris "Årets nya utländska namn"